# Scortizus pulverosus
Scortizus pulverosus es una especie de coleóptero de la familia Lucanidae.

## Distribución geográfica
Habita en Colombia.